# 月の輪大橋
月の輪大橋（つきのわおおはし）は、福島県福島市の阿武隈川に架かる福島県道387号飯坂保原線の道路橋である。

## 概要
- 全長 - 317.9 m
  - 最大支間長 - 67.0 m
- 幅員 - 11.5 m
- 形式 - 5径間連続鋼箱桁橋[1]
- 竣工 - 1995年（平成7年）7月[2]

福島市東部を流れる一級河川阿武隈川を渡る。全長317.9メートル、主径間67メートルの5径間鋼連続箱桁橋で、車道2車線に下り線側に歩道が設置されている。親柱には松尾芭蕉が現在の福島市内で詠んだ句が彫り込まれている。1995年（平成7年）7月に当時の福島市道岡島平野線の橋梁として開通、後にこの路線が県道指定を受け、現在では福島県県北建設事務所によって管理される県道橋となっている。橋の名称は所在地である福島市鎌田字月ノ輪をもとにした周辺地名の愛称の月の輪（福島市立月輪小学校、月の輪台団地等）から取られ、これはかつて阿武隈川が流路を変えていた時にできた三日月湖にちなむ、と欄干上にある銘板に記されている。
橋から東に進んだ箇所には月の輪の渡し跡の石碑が建立されており、松尾芭蕉が文知摺石に立ち寄った後に利用して対岸の瀬上宿に向かったことが記されている。また、橋の下流側右手には箱岩瀬に1636年（嘉永16年）に開設された瀬の上の渡しの記念碑が建立されている。市内瀬上地区の由来となった渡し場で、向瀬上地区の住民が対岸の瀬上町の商店街や学校に行き来するための重要な交通路だったが、当橋梁の完成を期に、福島市内の渡し船としては最後となる1995年8月に廃止された。

## 隣の橋
（上流） 鎌田大橋 - 月の輪大橋 - 伊達橋 （下流）